# ماتیا ویویانی
ماتیا ویویانی (انگلیسی: Mattia Viviani؛ زادهٔ ۴ سپتامبر ۲۰۰۰) بازیکن فوتبال اهل ایتالیا است.
از باشگاه‌هایی که در آن بازی کرده‌است می‌توان به باشگاه فوتبال برشا اشاره کرد.
وی همچنین در تیم ملی فوتبال زیر ۱۹ سال ایتالیا بازی کرده‌است.